# Цифровая фоторамка

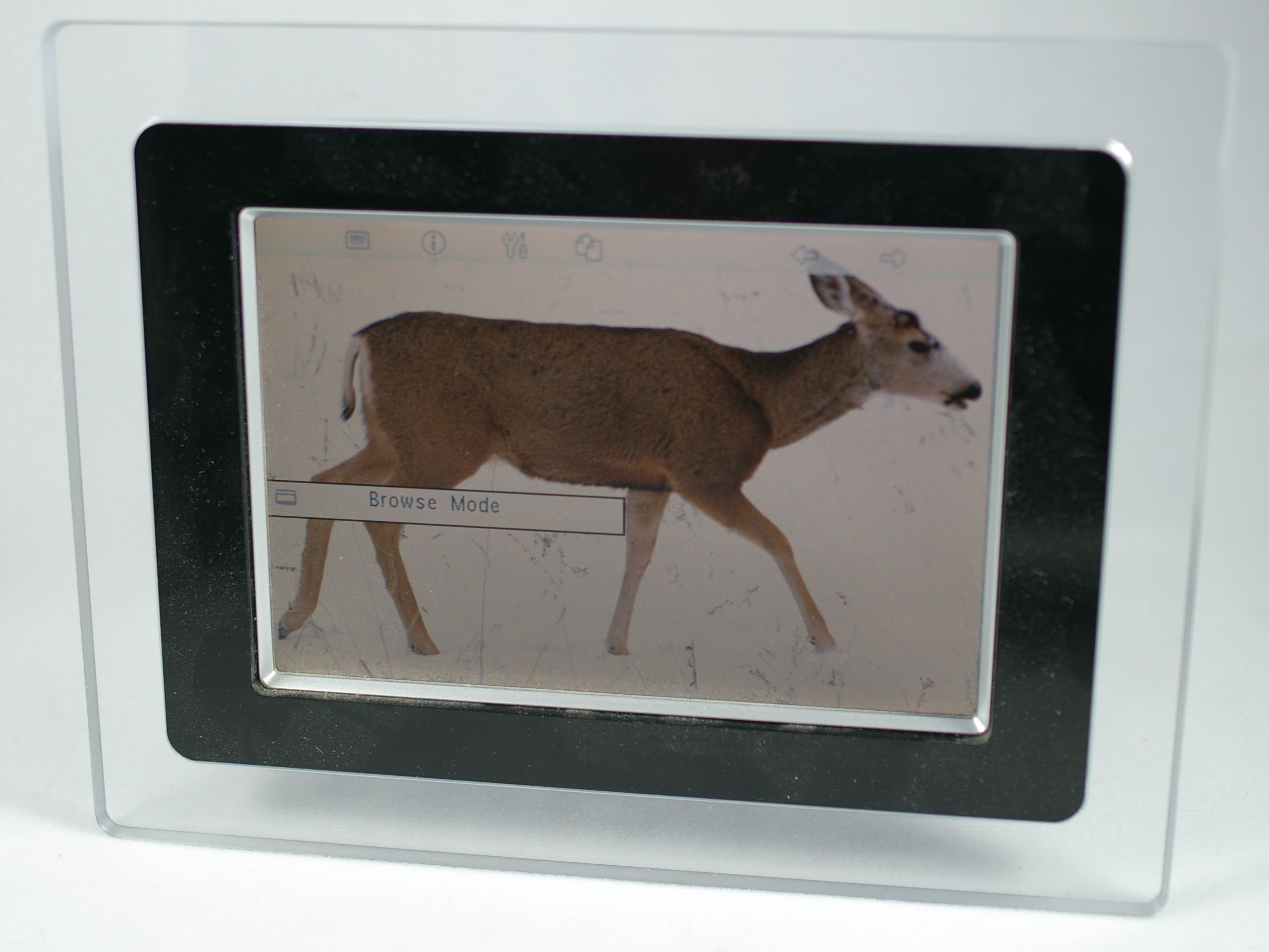
Цифровая фоторамка

Цифровая фоторамка (digital photo frame) — это электронное устройство, предназначенное для считывания и показа изображений, записанных в цифровом виде.

## Особенности
Цифровая фоторамка работает от сети через встроенный или внешний адаптер переменного тока. Есть фоторамки с аккумулятором, продолжительность работы аккумуляторов от 40 мин до 3 часов в зависимости от модели. Показ фотографий ведется со встроенной памяти, либо с внешних флеш-накопителей, таких как карты памяти и usb флеш-носителей. Фотографии можно смотреть как избранные, оставляя на продолжительное время одну на экран, так и автоматически сменяя изображение (слайд-шоу), либо использовать в качестве электронного календаря. Скорость и частота смены фотографий меняется в настройках цифровой фоторамки. Формат цифровых фотоизображений, которые беспрепятственно воспроизводит фоторамка jpeg. Есть цифровые фоторамки, умеющие проигрывать другие форматы расширений, такие как форматы видеофайлов mpeg, avi, mov и форматы музыкальных файлов mp3, wav и др. В таких цифровых фоторамках можно прослушивать музыку совместно с показом фотографий, а также просматривать видео со звуком.

## Характеристики

### Дисплей
Жидкокристаллический стандартных размеров от 7 до 10". Встречаются маленькие фоторамки 5" и меньше, а также большие свыше 12".
Разрешение дисплея от 430 × 234 до 800 × 600 пикселей, но может быть и выше до 1024 × 768 pxl. Чаще всего, разрешающая способность зависит от размеров экрана.

### Память
Встроенная память либо отсутствует, либо от 16 Mb до 2Гб и выше. Цифровые фоторамки принимают внешние источники хранения информации (карты памяти SD, CF, MMC или флеш накопители USB)

## Применение
Цифровую фоторамку можно использовать на столе, на полке, вешать на стену, держать в руках, управлять показом фотографий с пульта дистанционного управления.

## Вопросы безопасности
В феврале 2008 года во встроенной памяти ряда брендов цифровых фоторамок, изготовленных в Китае, была найдена троянская программа, названная Mocmex.